# Добриловський Юрій Митрофанович
Юрій Митрофанович Добриловський (7 січня 1891 — † 11 липня 1955) — полковник медичної служби Армії УНР, начальник медичної служби Армії УНР, голова Союзу українських лікарів у Чехословаччині.

## Життєпис
Закінчив медичний факультет Київського університету. 18 липня 1914 був мобілізований на військову службу.
З 30 грудня 1917 молодший лікар полку ім. Сагайдачного військ Центральної Ради. З 23 січня 1918 старший лікар того ж полку. З 9 лютого 1918 старший лікар в Окремому Запорізькому загоні військ Центральної Ради. Станом на 19 березня 1918 головний лікар 2-го Запорозького полку. З 31 грудня 1918 старший лікар штабу Лівобережного фронту Армії УНР. З 27 січня 1919 старший лікар Правобережного фронту Армії УНР. З 29 березня 1919 старший лікар Окремого Запорізького куреня Дієвої Армії УНР. Станом на 12 червня 1919 — старший лікар 9-го стрілецького полку 3-ї дивізії Дієвої Армії УНР. 25 жовтня 1919 захворів на тиф. З 1 лютого 1920 командир санітарного відділу військової референтури Кам'янець-Подільського. Станом на 19 березня 1920 помічник командира Військово-санітарної управи Військового міністерства УНР. З 3 червня 1920 р. булавний старшина для доручень інспектора санітарної служби Армії УНР. З 28 вересня 1920 нач. санітарної служби Армії УНР.
У 1922 році емігрував до Чехословаччини, де працював лікарем. З 1935 по 1940 рік очолював Союз українських лікарів у Чехословаччині. Помер у Празі 11 липня 1955, і похований на Ольшанському цвинтарі.